# Tina Bøttzau
Tina Bøttzau, née le 29 août 1971 à Kolding, est une ancienne handballeuse internationale danoise évoluant au poste d'arrière droite.
Avec l'équipe du Danemark, elle participe notamment aux Jeux olympiques de 1996 et 2000 où elle remporte deux médailles d'or.
Elle remporte également le titre de championne d'Europe en 1996, et de championne du monde en 1997.

## Palmarès

### En sélection nationale
Jeux olympiques
- médaille d'or aux Jeux olympiques de 1996 à Atlanta
- médaille d'or aux Jeux olympiques de 2000 à Sydney

championnats du monde 
- vainqueur du championnat du monde 1997
- finaliste du championnat du monde 1993
- troisième du championnat du monde 1995

championnats d'Europe
- vainqueur du Championnat d'Europe 1996

### En club
aucun

### Distinctions individuelles
- élue meilleure arrière droite du championnat du Danemark en 2000[6]